# Biełaje (obwód homelski)
Biełaje, Białe (biał. Белае, Biełaje; ros. Белое, Biełoje) – wieś na Białorusi, w obwodzie homelskim, w rejonie żytkowickim, w sielsowiecie Jurkiewicze, nad Jeziorem Biełaje (Białe).
W okolicy znajdują się duże stawy rybne.

## Historia
W XIX i w początkach XX w. folwark i zaścianek położone w Rosji, w guberni mińskiej, w powiecie mozyrskim, w gminie Żytkowicze.
Po I wojnie światowej pod administracją polską, w Zarządzie Cywilnym Ziem Wschodnich, w okręgu brzeskim, w powiecie mozyrskim, w gminie Żytkowicze.
W wyniku postanowień traktatu ryskiego znalazły się w granicach Związku Sowieckiego. Od 1991 w niepodległej Białorusi.